# قاعة محمد الزواوي
قاعة محمد الزواوي هي قاعة رياضية متعددة الإختصاصات موجودة في تونس العاصمة و تستعمل هذه القاعة الرياضية من جانب فريق الترجي الرياضي التونسي في كل من إختصاصات : كرة اليد و كرة الطائرة و كرة السلة كما أنها تستعمل أحيانا في الرياضات الفردية.